# Karst Morave
Le Karst Morave (en tchèque Moravský kras) est un paysage karstique et une réserve protégée au nord de Brno dans la région de la Moravie du Sud en Tchéquie. Cette zone englobe un grand nombre de caractéristiques géologiques notables, dont environ 1100 cavités et gorges, couvrant une superficie d'environ 92 km². 
Actuellement, cinq réseaux de grottes sont ouvertes au grand public : les grottes de Punkva, la grotte de Balcarka, la grotte de Kateřinská, la grotte de Výpustek, les grottes de Sloupsko-šošůvské et la grotte de Kůlna. Les grottes d'Amatérská, de Býčí skála ou de Stránská skála sont quant à elle uniquement accessible lors d'exploration à nature scientifique.

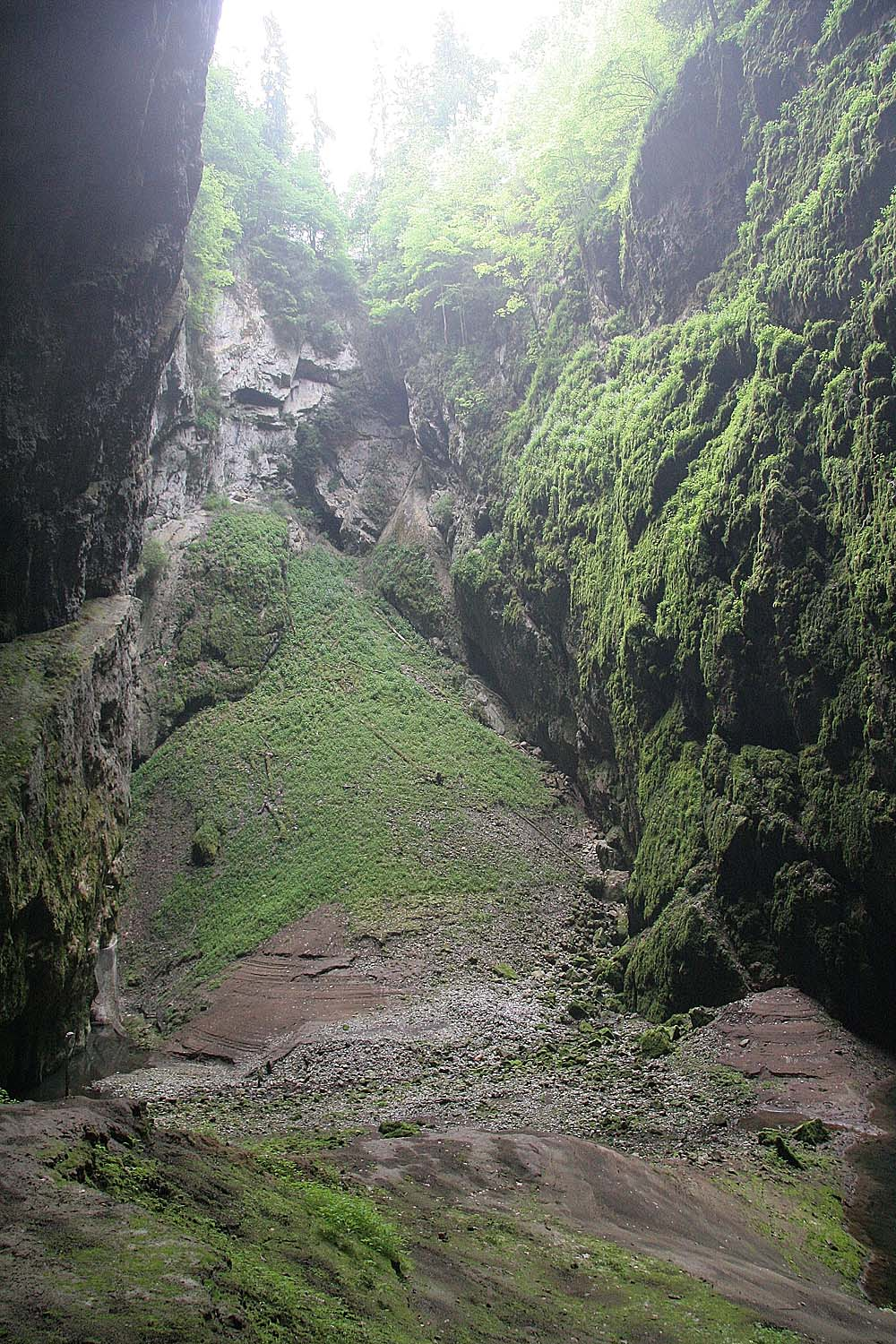
L'abîme de Macocha

Cette région abrite également l'une des caractéristiques géologiques uniques les plus importantes de la République tchèque, l'abîme de Macocha, une doline de 138 mètres de profondeur, qui s'est formée lors de l'effondrement du plafond d'une grotte. Elle est également l'endroit où la rivière souterraine Punkva s'écoule à travers le réseau des grottes de Punkva.
Le Karst Morave est une attraction touristique populaire en Tchéquie, dont un grand nombre de touristes visitent les différentes cavités pendant les mois d'été. En plus des cavernes, la réserve contient de nombreuses pistes cyclables balisées et des sentiers de randonnée à explorer.